# Wing D-1 Derringer
Wing D-1 Derringer – amerykański dwusilnikowy samolot turystyczny. 

## Historia
Maszyna została zaprojektowana przez Johna Thorpa, prace trwały od 1960 r. Projekt został przejęty przez George'a Winga z Hi-Shear Corporation. Prototyp z znakami N3621G został oblatany 1 maja 1962 r. Drugi prototyp zbudowano w 1964 r. ale uległ katastrofie podczas badań w locie. Loty kontynuowano na kolejnych prototypach, 20 grudnia 1964 r. maszyna uzyskała świadectwo typu. Produkcji seryjnej nie uruchomiono z powodu braku środków w Hi-Shear Corporation. 
Projekt wznowiono w 1978 r. po powstaniu Wing Aircraft Company. Do 1982 r. zbudowano osiem płatowców. W maju 2009 r. w rejestrze cywilnych statków powietrznych USA znajdowało się dziewięć samolotów tego typu.

## Konstrukcja
Dwusilnikowy, dwuosobowy samolot turystyczny w układzie dolnopłatu o konstrukcji metalowej. Skrzydło o profilu laminarnym, wyposażone w lotki i klapy Flowera. W części noskowej skrzydła umieszczone są zbiorniki paliwa o łącznej pojemności 322 litry. W przedniej części kadłuba znajduje się kabina załog z miejscami umieszczonymi obok siebie. Oba stanowiska są wyposażone w przyrządy sterowe. W dalszej części kadłuba umieszczono bagażnik dostępny z wnętrza kabiny. Podwozie trójpunktowe z kółkiem przednim, chowane w locie. Napęd – dwa silniki w układzie bokser Lycoming IO-320-B1C o osiach odchylonych na zewnątrz w celu ułatwienia lotu na jednym silniku. Śmigła dwułopatowe, przestawne Hartzell o średnicy 1,68 m.